# Волчков, Владимир Николаевич
Влади́мир Никола́евич Волчко́в (бел. Уладзімір Мікалаевіч Валчкоў; род. 7 апреля 1978, Минск) — белорусский теннисист и тренер; двукратный полуфиналист турниров Большого шлема (по разу — в одиночном и парном разряде); победитель одного турнира ATP в парном разряде, капитан мужской сборной Белоруссии в Кубке Дэвиса.

## Карьера
Особенно яркими получались у Владимира выступления в Кубке Дэвиса за команду Белоруссии, в которой он долгие годы играл вместе с Максом Мирным.
Победитель юниорского Уимблдона 1996 года в одиночном разряде (в финале победил хорвата Ивана Любичича со счётом 3-6 6-2 6-3).
Высшее достижение в турнирах Большого шлема — полуфинал на Уимблдоне в 2000 году, после которого Волчков получил от газеты «The Sun» прозвище «Владиатор» (в названию фильма Ридли Скотта «Гладиатор», который Волчков несколько раз просмотрел в ходе турнира). Благодаря этому успеху сразу поднялся в рейтинге с 237-го места в топ-70.
В сентябре 2002 года в Ташкенте единственный раз дошёл до финала турнира АТП, где уступил Евгению Кафельникову в 2 сетах. Для Кафельникова та турнирная победа стала последней в карьере в одиночном разряде.
За карьеру выиграл 8 «челленджеров» и 5 «фьючерсов».
Участник Олимпийских игр 2000 и 2004 годов.
Завершил карьеру в 2008 году. Позже работал с третьей ракеткой женской сборной Александрой Саснович.
С 2011 по 2013 год работал в команде Марии Шараповой в качестве спарринг-партнера и тренера-ассистента. За этот период Шарапова выиграла серебро Олимпиады-2012, «Ролан Гаррос», «карьерный Большой шлем» в одиночном разряде, занимала первую строчку одиночного женского рейтинга.
С 2014 по 2019 занимал должность главного тренера национальной команды Республики Беларусь и капитана мужской сборной. За этот период женская сборная Белоруссии впервые в истории вышла в финал Кубка Федераций и занимала второе место в рейтинге национальный женских команд. Мужская сборная вышла в плей-офф Кубка Дэвиса 2017 года, одержав победу в 8 матчах из 12, не имея игроков топ-100 мужского одиночного рейтинга.
За время индивидуальной работы с мужской сборной Ивашко впервые в профессиональной карьере прошел в основную сетку US Open, за 5 месяцев работы поднялся в рейтинге ATP c 360 до 153 места. Герасимов в сезоне 2017 одержал 42 победы из 55 матчей, за 6 месяцев поднялся с 470 на 121 одиночного мужского рейтинга.

### Волчков на Уимблдоне-2000
Сам Волчков на момент начала турнира занимал 237-е место в мировом рейтинге и начинал турнир с квалификации
| Стадия       | Соперник (посев)  | Рейтинг | Счёт                   | Время матча |
| Квал. 1 круг | Сатоси Ивабути    |         | 6-4 3-6 6-3            |             |
| Квал. 2 круг | Антони Дюпюи      |         | 6-1 6-72 8-6           |             |
| Квал. 3 круг | Юлиан Ноул        |         | 6-2 3-6 6-3 4-1, отказ |             |
| 1 круг       | Хуан Игнасио Чела | 54      | 6-75 6-3 3-6 6-3 6-0   | 2 ч 37 мин  |
| 2 круг       | Седрик Пьолин (6) | 6       | 6-3 6-3 2-6 3-6 6-4    | 2 ч 51 мин  |
| 3 круг       | Юнес Эль-Айнауи   | 16      | 7-64 7-5 7-64          | 2 ч 22 мин  |
| 4 круг       | Уэйн Феррейра     | 37      | 6-3 6-4 7-60           | 1 ч 47 мин  |
| 1/4          | Байрон Блэк       | 52      | 7-6² 7-6² 6-4          | 2 ч 25 мин  |
| 1/2          | Пит Сампрас (1)   | 3       | 6-74 2-6 4-6           | 1 ч 39 мин  |

### Тренер
После завершения игровой карьеры на протяжении пяти лет (2014-19) занимал должность главного тренера национальной команды Беларуси и параллельно был капитаном мужской сборной в Кубке Дэвиса. Впоследствии  перешел в теннисную академию в турецкой Анталии, в частности, работал с российским спортсменом Алибеком Качмазовым. В августе 2025 года первый тренер Волчкова Аркадий Эйдельман рассказал, что его ученик работает в Китае.

## Государственные награды
- Орден «За личное мужество» (Белоруссия)
- Именное оружие — пистолет Макарова (Белоруссия)
- Именное оружие — офицерский кортик (Белоруссия)

## Общественная позиция
14 августа 2020 года в ответ на жестокость белорусских силовиков во время протестов граждан записал в своём Instagram видео, в котором обратился к офицерам СПБТ «Алмаз»: «То, что сейчас происходит с нашими людьми, то, что творят молодчики в чёрных одеждах — это не честь, не достоинство, не защита своего народа. Если что-то в ваших силах, если вы можете повлиять на них, на то, чтобы этот ужас остановился, я искренне призываю вас это сделать. Если слова честь, достоинство, слава отображаются в тех орденах и медалях, которые располагают воины у себя на груди, заслужены по праву, то этот беспредел, это насилие — оно должно остановиться.
Уважаемые офицеры, прошу донести до ваших подопечных первые слова нашего гимна: „Мы — беларусы, мiрныя людзi“. Остановите насилие!».